# 斯普林代爾 (猶他州)
斯普林代爾（英語：Springdale），是美国犹他州华盛顿县下属的一座城市。建市于 1862年，面积大约为4.63平方英里（12平方公里），海拔约为3,898英尺（1,188米）。根据2010年美国人口普查，该市有人口529人。